# Лымпасаёль
Лымпасаёль (устар. Лымпаса-Ёль, Лым-Паса-Иоль) — река в России, течёт по территории Корткеросского района Республики Коми. Правый приток Лымвы. Длина реки составляет 10 км.

## Данные водного реестра
По данным государственного водного реестра России относится к Двинско-Печорскому бассейновому округу, водохозяйственный участок реки — Вычегда от истока до города Сыктывкар, речной подбассейн реки — Вычегда. Речной бассейн реки — Северная Двина.
Код объекта в государственном водном реестре — 03020200112103000017153.